# 聖女貞德在查理七世的加冕典禮上
《聖女貞德在查理七世的加冕典禮上》（Jeanne d’Arc au sacre du roi Charles VII）是法國畫家讓·奧古斯特·多米尼克·安格爾於1854年完成的一幅油畫，現藏於巴黎羅浮宮博物館。
這個作品融合了安格爾老師雅克·路易·大衛和遊吟詩人的風格。場景以環境光、華麗的物體和豐富的色彩為特色。